# 高雄市私立道明高級中學
天主教道明學校財團法人高雄市道明高級中學，簡稱天主教道明高級中學、天主教道明中學或道明中學（英語：St. Dominic Catholic High School，簡寫DMHS
），位於中華民國高雄市苓雅區的一所天主教私立完全中學。隔鄰為天主教醫院聖功醫院和高雄市立高雄特殊教育學校。

## 校史

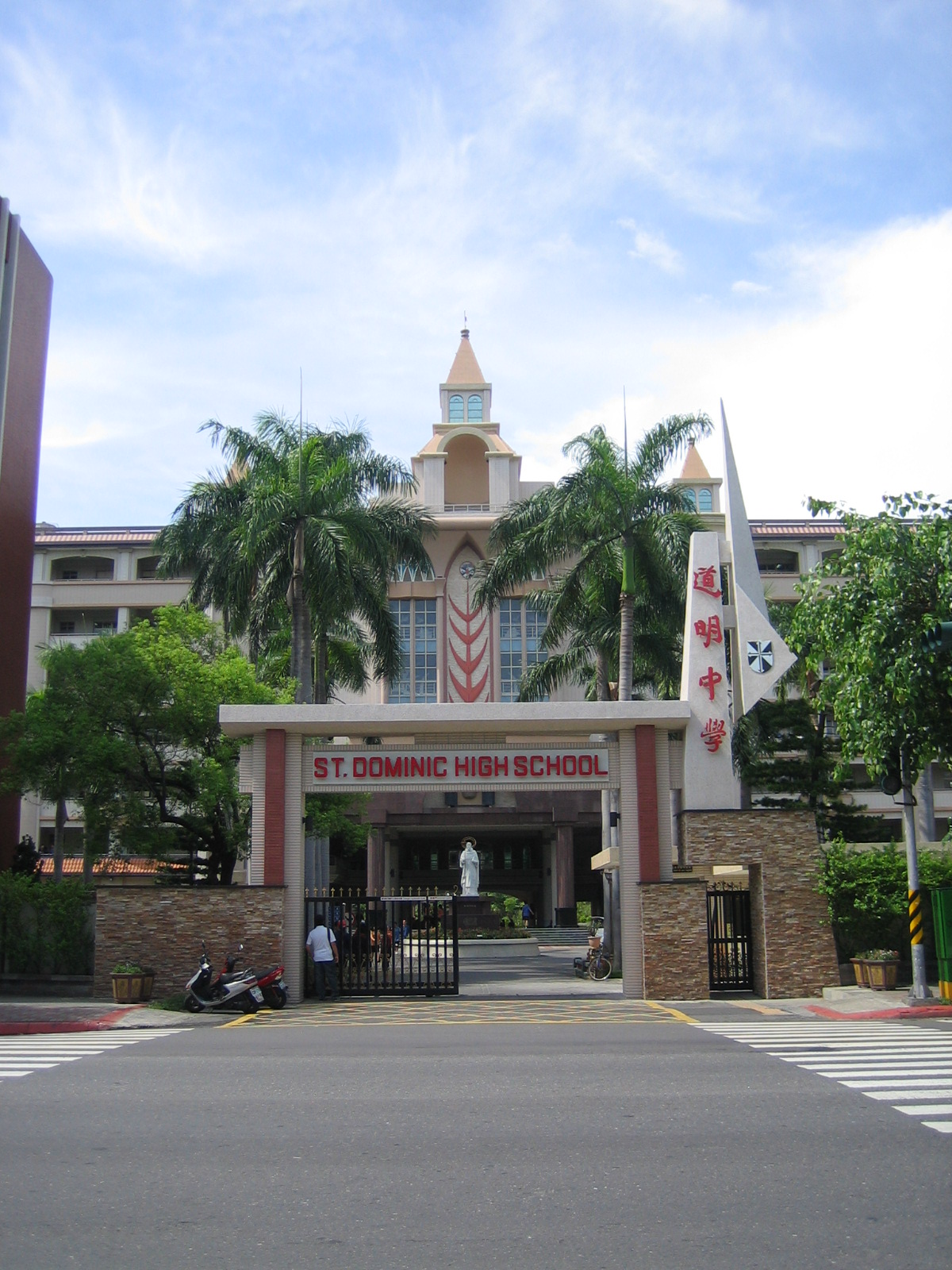
道明中學正門照片

天主教中華道明會於1955年8月4日在今日校址動土開工，定校名為「道明」以紀念道明會會祖聖道明亦寓有「弘道明德」之義 。1958年9月正式招生，招收第一屆高一兩班、初一兩班，各一百一十人，為男子完全中學。1966年開始招收女生，並設置女生部，2012年9月，更名為天主教道明學校財團法人高雄市道明高級中學。現為男女合班的完全中學，有國中部及高中部。

## 歷任校長
- 第一任：鄭天祥神父，1955年至1961年7月（1961年5月21日在羅馬祝聖為高雄教區首任主教，乃於同年7月辭校長職。）
- 第二任：馮觀濤神父，1961年5月至1990年1月
- 第三任：潘清德神父，1990年2月至1991年1月、1991年10月至1992年11月
- 第四任：曾仰如神父，1991年2月至1991年9月
- 第五任：黃龍章校長，1992年12月至1995年7月
- 第六任：宋弘茂校長，1995年8月至2009年7月
- 第七任：張艷華校長，2009年8月至2013年7月
- 第八任：林耀隆校長，2013年8月至今

## 外部連結
- 官方网站
- 陳俊廷. . 民報. 2020-10-16  [2024-01-31]. （原始内容存档于2024-01-31）.